# Seoul Broadcasting System
Seoul Broadcasting System (SBS, кореј. 에스비에스; EseuBiEseu) је јужнокорејски национални радио и телевизијски емитер основан 1990. године. Његов водећи телевизијски канал је SBS TV на каналу 6 за дигиталне и кабловске.
SBS је највећи приватни емитер у Јужној Кореји. Она управља својим водећим телевизијским каналом који има државну мрежу од 10 регионалних станица и три радио мреже. SBS пружа услугу дигиталне земаљске телевизије у АТСЦ формату од 2001. године а Т-ДМБ услугу од 2005. године.